# Eucereon abdominalis
Eucereon abdominalis är en fjärilsart som beskrevs av Walker 1855. Eucereon abdominalis ingår i släktet Eucereon och familjen björnspinnare. Inga underarter finns listade i Catalogue of Life.